# Герб Бразилії
Герб Бразилії було затверджено 19 листопада 1889 року, через 4 дні після того, як Бразилія стала республікою. Герб складається з центральної емблеми, оточеної гілками кави (з лівого боку) і тютюну (з правого боку), які є важливими сільськогосподарськими культурами Бразилії. У блакитному колі в центрі зображене сузір'я Південний Хрест. 27 зірок навколо нього символізують 26 штатів і Федеральний округ Бразилії. Блакитна стрічка містить повну офіційну назву Бразилії (República Federativa do Brasil — Федеративна Республіка Бразилії) у першому рядку. У другому позначена дата заснування федеративної республіки (15 листопада 1889 року).

## Елементи герба
Національний герб Республіки був затверджений Декретом номер 4 від 19 листопада 1889 року, із змінами, зробленими Законом номер 5443 від 28 травня 1968 (Доповнення номер 8) і Законом номер 8421 від 11 травня 1972. Згідно з ним Національний герб повинен мати пропорції 15 одиниць висоти на 14 одиниць ширини і відповідати таким умовам:
- I — круглий щит в центрі складається з блакитного (azul-celeste) поля, що містить п'ять срібних (prata) зірок, розташованих у формі сузір'я Південний Хрест, з блакитним ободком (bordura), відділеним золотим контуром, на якому знаходяться срібні зірки, що дорівнюються до зірок на Національному Прапорі (Модифікація, зроблена Законом номер 8421 від 11 травня 1972).
- II — щит розміщується на п'ятипроменевій зірці, розділеній на десять трикутних фрагментів, зеленого (sinopla) і золотого кольору, що оточені двома смугами, внутрішня червоного (goles) і зовнішня золотого кольору.
- III — Зірка, описана вище, розміщується на мечі срібного кольору, з блакитним (blau) руків'ям, за винятком центральної частини гарди, яка має червоний (goles) колір і містить золоту зірку. Меч розташований на вінку з гілки кави, що плодоносить, з правого боку і гілки тютюну, що цвіте, з лівого боку, обидві в належних кольорах та зв'язані блакитною (blau) стрічкою, зібраному на золотій зірці, що складається з 20 променів.
- IV — На блакитній (blau) стрічці, що розміщена над руків'ям меча, золотими буквами написана офіційна назва країни (República Federativa do Brasil) в центрі, а також дата 15 листопада на правому кінці і 1889 на лівому.

## Галерея

Бразилія (до 1822)
Бразильська імперія (1822-1870)
Бразильська імперія (1822-1840)
Бразильська імперія (1840-1889)
СШ Бразилії (1889–1968)